# 칼 매킨타이어
칼 커티스 매킨타이어 주니어(Carl Curtis McIntire,  1906년 5월 17일 - 2002년 3월 19일)는 칼 매킨타이어(Carl McIntire)로 알려져 있다. 그는 성경장로교회의 창립자이면서 목회자였다. 국제 기독교 교회 연맹( International Council of Christian Churches)과 미국 기독교 교회 회의의(American Council of Christian Churches) 의장을 오랫동안 했다. 자신을 근본주의자로 규정하는 것을 매우 자랑스러워하는 기독교 방송 설교자였다.
프린스턴 신학교와 웨스트민스터 신학교를 졸업한 후에 성경장로교회를 세우고 1937년 훼이스 신학교를 설립하였다. 말년에 갈수록 신근본주의자가 되어 주류 정통 장로교호로 부터 고립되었다.

## 신학적 배경
매킨타이어는 근본주의자라는 용어가 기독교의 역사적 교리인 웨스트민스터 신앙고백, 장로교 신조와 사도신경과 니케아 신경으로 정의된다고 주장하였다.  그는 또한 칼뱅주의자로 존 칼빈의 기독교 강요, 웨스트민스터 신앙고백, 웨스트민스터 소요리문답, 웨스트민스터 대요리문답이 기독교 신앙의 가장 정확한 설명이라고 주장하였다.

## 반공주의
매킨타이어의 반공주의는 2차 세계대전 이후 소련의 공산주의 확장과 냉전의 심화라는 역사적 배경에서 비롯되었다.  특히, 1940-50년대 미국에서 공산주의에 대한 공포가 커지면 매카시즘이 대두되던 시기와 맞물려서 그는 공산주의를 '사탄의 도구'로 묘사하며, 이를 물리치는 것이 기독교인의 사명이라고 믿었다.

### 주요 활동
매킨타이어는 반공주의를 실천으로 옮기기 위해 다양한 플랫폼과 조직을 활용하였다.
- 미국 기독교회 ( American Council of Christian Churches, ACCC ): 1941년에 설립된 이 단체는 자유주의적 전국교회협의회( NCC ) 에 반대하며, 보수 교회들을 결집시켜 공산주의와 싸우는 전선을 구축하였다.  ACCC는 공산주의 침투를 경고하며 교회 내 "빨갱이"를 색출하려 하였다.
- 방송과 출판: "20세기 종교개혁 시간" ( The 20th Century of Reformation Hour) 이라는 라디오 프로그램을 통해 수백만 청취자에게 반공 메시지를 전파하였다.  또한 Chrisitan Beacon 신문을 발행해 공산주의의 위험성을 알렸다.
- 정치적 협력: 매킨타이어는 FBI국장인 J. 에드러 후버와 긴밀히 협력하여, 공산주의자로 의심되는 인물들을 고발하거나 반공 캠페인을 지원하였다.  그는 매카시 상원의원의 공산주의 색출 작업을 공객적으로 지지하기도 하였다.

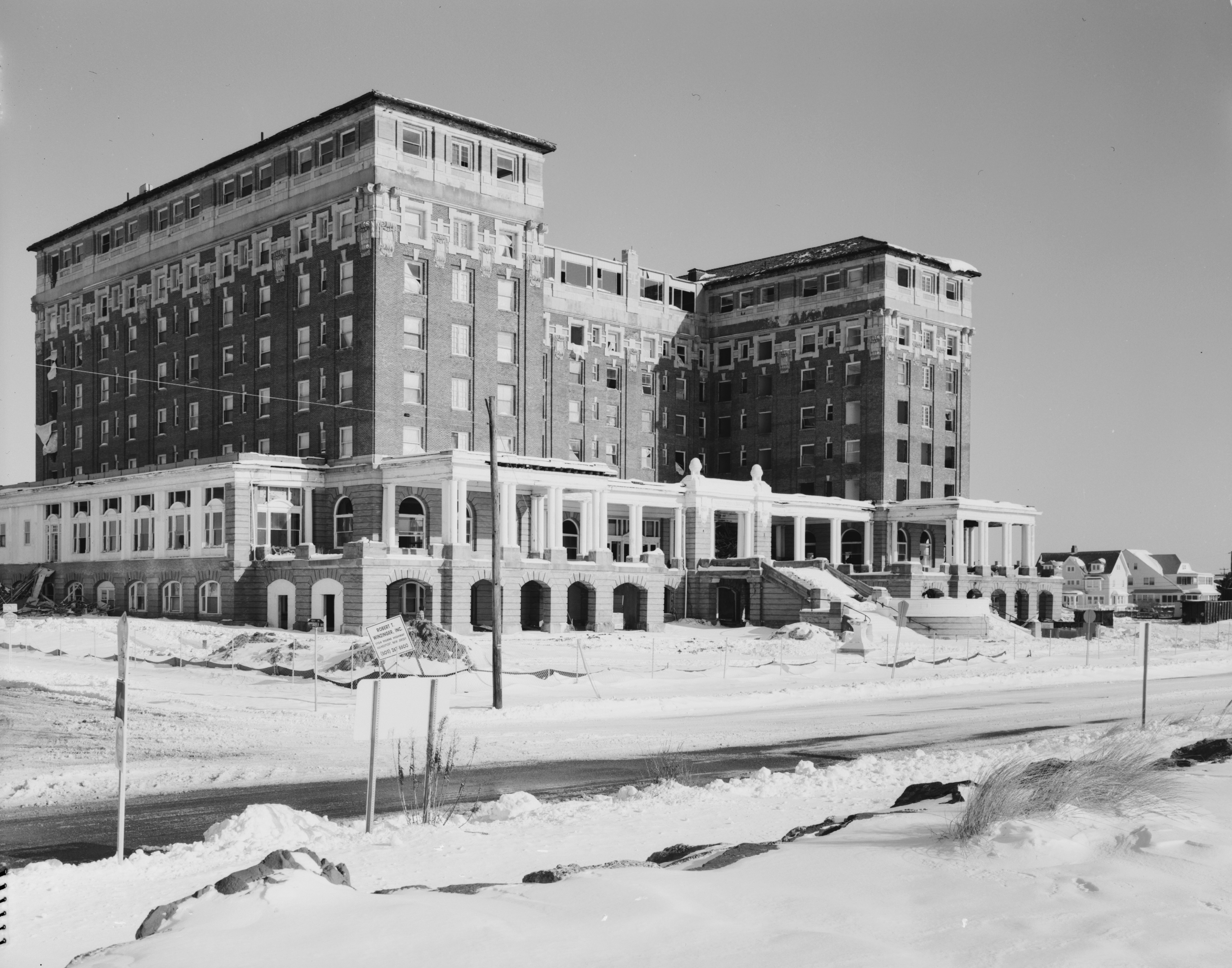
성경 대회가 많이 열린 기독교 아드미랄 호텔

## 추가 자료
- Markku Ruotsila, Fighting Fundamentalist: Carl McIntire and the Politicization of American Fundamentalism (New York: Oxford University Press, 2016).
- Gladys Titzck Rhoads and Nancy Titzck Anderson, McIntire: Defender of Faith and Freedom (Xulon Press, 2012) ISBN 978-1-61996-231-6.
- CarlMcIntire.org, includes many primary and secondary sources about McIntire.
- International Council of Christian Churches website 보관됨 2014-01-18 - 웨이백 머신.
- K. C. Quek, ed., The McIntire Memorial: Carl McIntire, 1906-2002 (Seoul, Korea: Truth & Freedom Publishing Company, 2005).
- Margaret G. Harden, comp., A Brief History of the Bible Presbyterian Church and Its Agencies, (privately published, [1966]).
- The Bible Presbyterian Church of Collingswood: for the Glory of God (Collingswood BPC, 1957).
- 40 Years...Carl McIntire and the Bible Presbyterian Church of Collingswood, 1933-1973, written by Ethel Rink (Collingswood: Christian Beacon Press, 1973).
- Carl McIntire's 50-Year Ministry in the Bible Presbyterian Church of Collingswood, New Jersey (Collingswood: Christian Beacon Press, 1983).
- ICCC Silver Jubilee, 1948-1973 (Collingswood: Christian Beacon Press, 1973).
- John Fea, "Carl McIntire: From Fundamentalist Presbyterian to Presbyterian Fundamentalist," American Presbyterian 72:4 (Winter 1994), 253-68.
- Heather Hendershot, "God's Angriest Man: Carl McIntire, Cold War Fundamentalism, and Right-Wing Broadcasting," American Quarterly, 59 (June 2007), 373-96.
- Heather Hendershot, What's Fair on the Air? Cold War Right-Wing Broadcasting and the Public Interest (University of Chicago Press, 2011).
- Douglas Martin, “Carl McIntire, 95, Evangelist and Patriot, Dies,” New York Times, March 22, 2002.
- David O. Beale, In Pursuit of Purity: American Fundamentalism Since 1850 (Greenville, S.C.: Unusual Publications, 1986), 323-30.
- Shelley Baranowski, “Carl McIntire,” in Charles Lippy, ed., Twentieth-Century Shapers of American Religion (Westport, Conn.: Greenwood Press, 1989), 256-63.

## 저서
- A Cloud of Witnesses or Heroes of the Faith (Philadelphia: Pinebrook Press, 1938; second edition, Collingswood: Christian Beacon Press, 1965), sermons on Hebrews 11:1-12:2
- Twentieth Century Reformation (Collingswood: Christian Beacon Press, 1944)
- The Rise of the Tyrant: Controlled Economy vs Private Enterprise (Collingswood: Christian Beacon Press, 1945)
- Author of Liberty (Collingswood: Christian Beacon Press, 1946; second edition, 1963)
- For Such a Time as This: The Book of Esther (Collingswood: Christian Beacon Press, 1946) – sermons
- Modern Tower of Babel (Collingswood: Christian Beacon Press, 1949
- Better Than Seven Sons (Collingswood: Christian Beacon Press, 1954) – sermons on the Book of Ruth
- The Wall of Jerusalem Also Is Broken Down (Collingswood: Christian Beacon Press, 1954) – sermons on the Book of Nehemiah
- Servants of Apostasy (Collingswood: Christian Beacon Press, 1955)
- The Epistle of Apostasy: the Book of Jude (Collingswood: Christian Beacon Press, 1958) – sermons
- The Death of a Church (Collingswood: Christian Beacon Press, 1967)
- Outside the Gate (Collingswood: Christian Beacon Press, 1967)

## 같이 보기
- 신근본주의
- 근본주의